# Богородские вести
«Богородские вести» — еженедельная газета Ногинского района Московской области.

## История
Газета «Красное знамя» впервые вышла в Богородске (сейчас Ногинск) 21 сентября 1919 года, придя на смену печатавшимся до революции изданиям «Богородская жизнь», «Богородская неделя», «Богородск» и «Богородская речь», а также недолго издававшимся «Богородской рабочей газете» и «Известиям Богородского уездного Совета рабочих и крестьянских депутатов».
Новая газета стала органом Богородского Совета рабочих и крестьянских депутатов, а в 1920 года — уездного комитета РКП(б).
В первые годы существования газеты, совпавшие с Гражданской войной, она была источником агитации советской власти и борьбы с белогвардейцами, отражала идеологическую борьбу первых лет большевистской власти, общественных дискуссий в Богородске.

Логотип газеты «Знамя коммунизма» в 1977 году

Вскоре издание стало называться «Богородский рабочий», с декабря 1923 года — «Голос рабочего». Вскоре он стал ежедневной газетой. Издание было ориентировано на широкое освещение жизни Богородского уезда, что отражено в названиях рубрик «Партийная жизнь», «Партия и комсомол», «Рабочая жизнь», «Местная жизнь», «По фабрикам и заводам», «По нашим деревням», «Уголок красноармейца», «По рабочим клубам». Широко освещалась и культурно-просветительская жизнь уезда: вопросы образования, жизни клубов, библиотек, театра.
С 1 мая 1924 года «Голос рабочего» выпускал двухнедельные приключенческие и сатирические приложения. В 1928 году выходило 60 приложений, среди которых журналы «Рабочая семья» и «Богородский край».
С 1951 года газета носила название «Сталинское знамя», с 1956 года — «Знамя коммунизма». Вплоть до 1991 года она была органом Ногинского городского комитета КПСС, городского и районного Советов народных депутатов.
В 1957 году редактор «Знамени коммунизма» Василий Михайлов стал одним из двух редакторов подмосковных газет, которые стали организаторами регионального отделения Союза журналистов СССР.
3 ноября 1989 года коллектив «Знамени коммунизма» первым в СССР объявил политическую забастовку, потребовав соблюдения конституционных прав свободы слова и свободы печати. Поводом к этому стало то, что 25 октября бюро Ногинского городского комитета КПСС уволил главного редактора Владимира Пучкова, несмотря на то что при нём тираж газеты вырос с 13 до 20 тысяч экземпляров и она занимала по количеству подписчиков в районе второе место, уступая только «Аргументам и фактам». Недовольство партийных властей вызвало содержание ряда публикаций, а также напечатанное выступление народного депутата СССР Юрия Афанасьева.
Коллектив издания выступил против увольнения, а заместитель редактора и секретарь первичной организации Союза журналистов СССР Наталья Боброва отказалась занять его место, после чего тоже была уволена. Коллектив «Знамени коммунизма» бастовал в течение 40 дней. Журналистов поддерживали жители Ногинска, которые проводили одиночные пикеты у здания горкома партии, требуя восстановления на работе Пучкова и Бобровой. 28 октября состоялся многотысячный митинг. Жители района сдавали на почте подписные квитанции. Письма поддержки и денежные переводы приходили журналистам из разных регионов СССР. Забастовка освещалась как в советской, так и в зарубежной прессе. Коллективное фото бастующих журналистов опубликовал еженедельник «Московские новости».
Тем не менее забастовка не принесла результата. В ноябре состоялось заседание Московского областного суда. На нём присутствовали народные депутаты СССР Андрей Сахаров и Юрий Афанасьев, а коллектив редакции защищал адвокат Андрей Макаров. Суд признал забастовку незаконной, и Пучков и Боброва не были восстановлены на работе. Почти все журналисты покинули редакцию по собственному желанию.
В поздние перестроечные годы газету переименовали в «Ногинские вести», а затем в «Богородские вести».
В 1991—1994 годах издание стало позиционироваться как «газета для всех», в 1994—2007 годах — как «газета Ногинского района и восточного региона Подмосковья».
В 2005 году редакция газеты была преобразована в областное государственное автономное учреждение «Информационное агентство Ногинского района Московской области» и частично стала финансироваться из бюджета области. В 2007 году её соучредителем стала и администрация Ногинского городского поселения.
В июне 2019 года известный российский музыкальный исполнитель Егор Крид выпустил клип «Сердцеедка», где по сюжету он приезжает в село, влюбляется в местную девушку и добивается взаимности. В видео неоднократно появилась газета «Богородские вести», которую читает Егор Крид, сидя в деревенском туалете. По информации пресс-службы артиста, никакого подтекста в выборе конкретной газеты нет и для съёмок просто была необходима яркая муниципальная газета. Главный редактор газеты Наталья Пичугина отнеслась к этому с иронией и поблагодарила за рекламу.
«Богородские вести» выходят раз в неделю на 32 полосах формата А3 тиражом 16 тысяч экземпляров.
Издание упомянуто в Большой российской энциклопедии в числе ведущих районных и городских газет Московской области.
В 2022 году издание выходит на базе ГАУ МО Издательский дом "Подмосковье". Главным редактором газеты стал Илья Попов. 

## Редакция
Первым редактором газеты была Лещина, затем пост занимали Борис Светланов, Борисов, Шандомирский, Шустов, Лызлов. В предвоенные и послевоенные годы редактором был Василий Михайлов, который вместе с журналистами Матвеем Эдемским, Борисом Богатковым, Андрианом Слепнёвым, Николаем Красильниковым, Николаем Дымковым Виктором Вилковым и Николаем Юдиным участвовал в Великой Отечественной войне. Михайлов редактировал фронтовую газету, был награждён орденом Красной Звезды. Слепнёв пропал на войне без вести, Богатков и Дымков, как и бывший редактор Светланов, погибли.
Во время войны газету возглавляла Серафима Иванова. В 1969—1983 годах редакцией руководил Виктор Пителин, в 1983—1989 годах — Владимир Пучков, который в 1990 году вместе с Леонидом Речицким возглавил Московскую областную организацию Союза журналистов СССР, сумев сохранить её в переломный период.
В 1989—1993 годах главным редактором был Николай Редькин, в 1993—1998 годах — Владимир Тепляков, в 1998—2016 годах — Валерий Голяков. С февраля 2016 года пост занимает Наталья Пичугина.
Редакция располагается в Ногинске под адресу: ул. Рогожская, 89.
В газете «Знамя коммунизма» в 1965 году были впервые опубликованы стихи поэта и переводчицы Галины Климовой, секретаря Союза писателей Москвы, заведующей отделом поэзии журнала «Дружба народов».